# Лаятико
Лаятико (итал. Lajatico) — коммуна в Италии, располагается в области Тоскана, в провинции Пиза.
Население составляет 1 387 человек (2008 г.), плотность населения составляет 19 чел./км². Занимает площадь 72 км². Почтовый индекс — 56030. Телефонный код — 0587.
Покровителем коммуны почитается святой Леонард, день памяти отмечается 6 ноября.

## Демография
Динамика населения:

## Администрация коммуны
- Официальный сайт: http://www.comune.lajatico.pi.it/